# Okonin (powiat rypiński)
Okonin – wieś w Polsce położona w województwie kujawsko-pomorskim, w powiecie rypińskim, w gminie Brzuze.

## Podział administracyjny
W latach 1975–1998 miejscowość należała administracyjnie do województwa włocławskiego.

## Demografia
Według Narodowego Spisu Powszechnego (III 2011 r.) liczyła 163 mieszkańców. Jest dwunastą co do wielkości miejscowością gminy Brzuze.